# Микель, Жорж
Жорж Микель (фр. George Miquelle; 24 марта 1896 года, Лилль — 1977) — американский виолончелист французского происхождения.
Учился в Лилле, затем в Париже. Непродолжительное время выступал во Франции, а в 1918 году в составе Французского военного оркестра отправился на гастроли в США. В Бостоне Микель познакомился с молодой пианисткой и музыкальным педагогом Рене Лонжи и вскоре женился на ней, некоторое время они выступали вместе. Микель также был принят в Бостонский симфонический оркестр, одним из ключевых солистов которого был его новоиспечённый тесть Жорж Лонжи.
В дальнейшем брак Микеля и Лонжи распался, и Микель уехал из Бостона. После ряда гастрольных поездок в качестве аккомпаниатора Нелли Мельба и Тито Скипа Микель в 1923 году поступил в качестве солиста в Детройтский симфонический оркестр и выступал в составе этого коллектива до 1954 года. Одновременно он выступал с сольными программами, сопровождаемый пианистами Осипом Габриловичем и Джозефом Бринкманом; «зрелым музыкантом, вооружённым хорошей техникой», называл в 1935 году Микеля рецензент «Нью-Йорк Таймс».
В 1954—1966 годах преподавал в Истменовской школе музыки. Записал (1963) с оркестром школы под управлением Говарда Хансона Второй концерт для виолончели с оркестром Виктора Херберта и «Шеломо» Эрнеста Блоха, вызвав, однако, прохладный отзыв критика: «К сожалению, Жорж Микель — не Фурнье: его интонация часто сомнительна, а звук женственный, почти анемичный».